# To Beast or Not to Beast
To Beast or Not to Beast  — шестой студийный альбом финской хэви-метал-группы Lordi, релиз которого состоялся 1 марта 2013 года.
По традиции за несколько месяцев до выхода нового альбома, все участники группы обновили свои костюмы. Новыми участниками коллектива стали клавишница Hella (заменившая Аву) и барабанщик Mana (заменивший умершего Отуса). Первый сингл «The Riff» вышел в свет 9 февраля.

## Список композиций
| №                   | Название                                   | Длительность |
| ------------------- | ------------------------------------------ | ------------ |
| 1.                  | «We're Not Bad for the Kids (We're Worse)» | 3:23         |
| 2.                  | «I Luv Ugly»                               | 3:48         |
| 3.                  | «The Riff»                                 | 3:44         |
| 4.                  | «Something Wicked This Way Comes»          | 4:58         |
| 5.                  | «I'm the Best»                             | 3:16         |
| 6.                  | «Horrifiction»                             | 3:29         |
| 7.                  | «Happy New Fear»                           | 4:46         |
| 8.                  | «Schizo Doll»                              | 4:34         |
| 9.                  | «Candy for the Cannibal»                   | 4:43         |
| 10.                 | «Sincerely with Love»                      | 3:14         |
| 11.                 | «SCG6: Otus' Butcher Clinic»               | 3:24         |
| Общая длительность: | Общая длительность:                        | 46:18        |

| №   | Название         | Длительность |
| --- | ---------------- | ------------ |
| 12. | «Hulking Dynamo» | 2:50         |

## Песни
- В этом альбоме группа нарушает традицию ставить трек «SCG» в начало альбома. В «To Beast or Not to Beast» этот трек содержит барабанное соло Отуса на одном из концертов во Франции, и завершает альбом.
- Также впервые в песнях нет упоминания названия альбома, до этого во всех предыдущих были либо одноимённые песни, либо эти названия упоминались в композициях.
- Трек «Hulking Dynamo», присутствующий в японском издании был записан ещё в 2002 году, но не был включён в Get Heavy. Также песню можно найти на сборнике Scarchives vol. 1.

## Участники записи
- Mr. Lordi — вокал
- Amen — гитара
- Ox — бас-гитара
- Hella — клавишные
- Mana — ударные
- Otus — ударные на треке 11
- Magnum — бас-гитара на треке 12
- Enary — клавишные на треке 12
- Kita — ударные на треке 12
- Слова: Mr Lordi, Tracy Lipp 1–4,6-10 Mr Lordi 5
- Музыка: Mr. Lordi, Amen 1,3,4. Lordi, P.K. Hell 5,9 Mr Lordi, OX, Hell, Amen 7. Mr Lordi 2,6,8,10
- SCG6: Otus' Butcher Clinic Слова и Музыка Otus